# دستگاه انتقال دوار

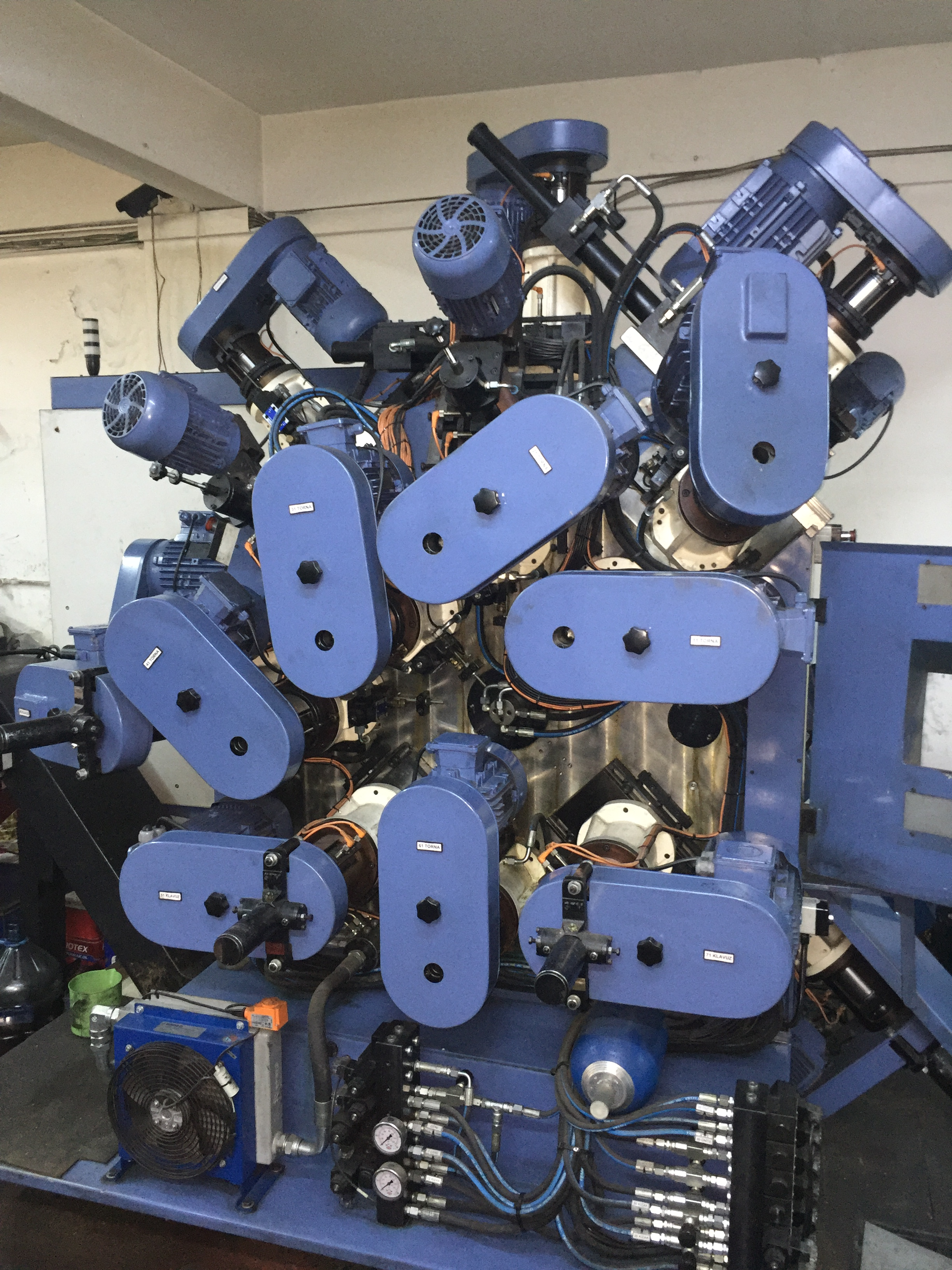
نمونه از یک ماشین ترانسفر دوار با سیستم هیدرولیک

دستگاه ترانسفر دوار (به انگلیسی: Rotary Transfer Machine) ماشین ابزاری است که معمولاً برای ماشینکاری آهن آلات (فلزات) بکار می‌رود. این دستگاه شامل یک میز ایندکس بزرگ و ایستگاه‌های ماشینکاری که اطراف محور آن قرار دارد می‌باشد. این دستگاه اواخر دههٔ ۵۰ میلادی در سوییس توسعه پیدا کرد علی‌الخصوص برای تولید انبوه قطعات بسیار ریز و پیچیده با حساسیت کیفی بالا. ایدهٔ تولید دستگاه بر این باور بود که دستگاهی تولید کنند که همهٔ مراحل تولید یک قطعه را در یک چرخش با توجه میز ایندکس تعیین شده برایش انجام دهد. دستگاهی که قابلیت اجرایی چند منظوره در یک چرخش فنی را دارا باشد.
با دستگاه ترانسفر دوار حتی با مادهٔ خام، پیچیده‌ترین بخش‌های یک قطعه را می‌توان تولید کرد. برای هر ایستگاه در میز دوار یک مرحله ماشینکاری تعریف شده که آن را تکمیل می‌کند، به طوریکه هر قطعه‌کار به صورت مشخص بدون نیاز به زمان‌بندی از مرحله‌ای به مرحلهٔ بعدی در کل فرایند تولید انجام وظیفه می‌کند. این نوع کار اجرایی حداکثر درجه دقت و تکرارپذیری را تضمین می‌کند. به علاوه، این فرایند اجازهٔ تولید بالا در چرخه زمانی‌های کوتاه رو فراهم می‌کند زیرا بخش‌های مختلف می‌توانند به صورت همزمان کار کنند، به طوری که هر ایستگاه مشغول به یک قطعه باشد. دستگاه ترانسفرهای دوار نوین و مدرن می‌توانند به ۳۰ ایستگاه ماشین‌کاری یا حتی بیشتر مجهز شوند. برای دستیابی به خروجی مطلوب، شروع و پایان چرخه و همچنین سرعت هر ایستگاه ماشینکاری می‌تواند به‌طور جداگانه برنامه‌ریزی شود. علاوه بر این، تمام فرایند ماشینکاری در جریان روغن‌کاری اتفاق می‌افتد. در حالی که معمولاً واحدهای استاندارد برای ۴۰۰۰ تا ۲۴۰۰۰ دور در دقیقه (rpm) طراحی شده‌اند با دستگاهای CNC سرعت کاری تا ۶۰ هزار تا حتی ۸۰ هزار دور در دقیقه هم امکان‌پذیر می‌شود.

## عملکرد
هنگامیکه از دستگاه ترانسفر دوار استفاده می‌کنید قطعات همانند برچسب میز ایندکس کار می‌کنند، قطعه‌ها در داخل گریپرها به هم چفت می‌شوند. طی هر چرخش میز ایندکس، فرایندهای ماشینکاری پیوسته به‌طور همزمان بر روی قطعات انجام می‌شود. چیدمان میز ایندکس در محور عمودی یا افقی می‌تواند مداوم یا متناوب برنامه‌ریزی شود. قطعه بعد از ماشینکاری شدن در یک ایستگاه و با هر چرخش میز به ایستگاه بعدی منتقل می‌شود. ترکیب تغذیهٔ بخش‌های خودکار و فرایندهای همزمان باعث تولید سریع قطعات می‌شود.

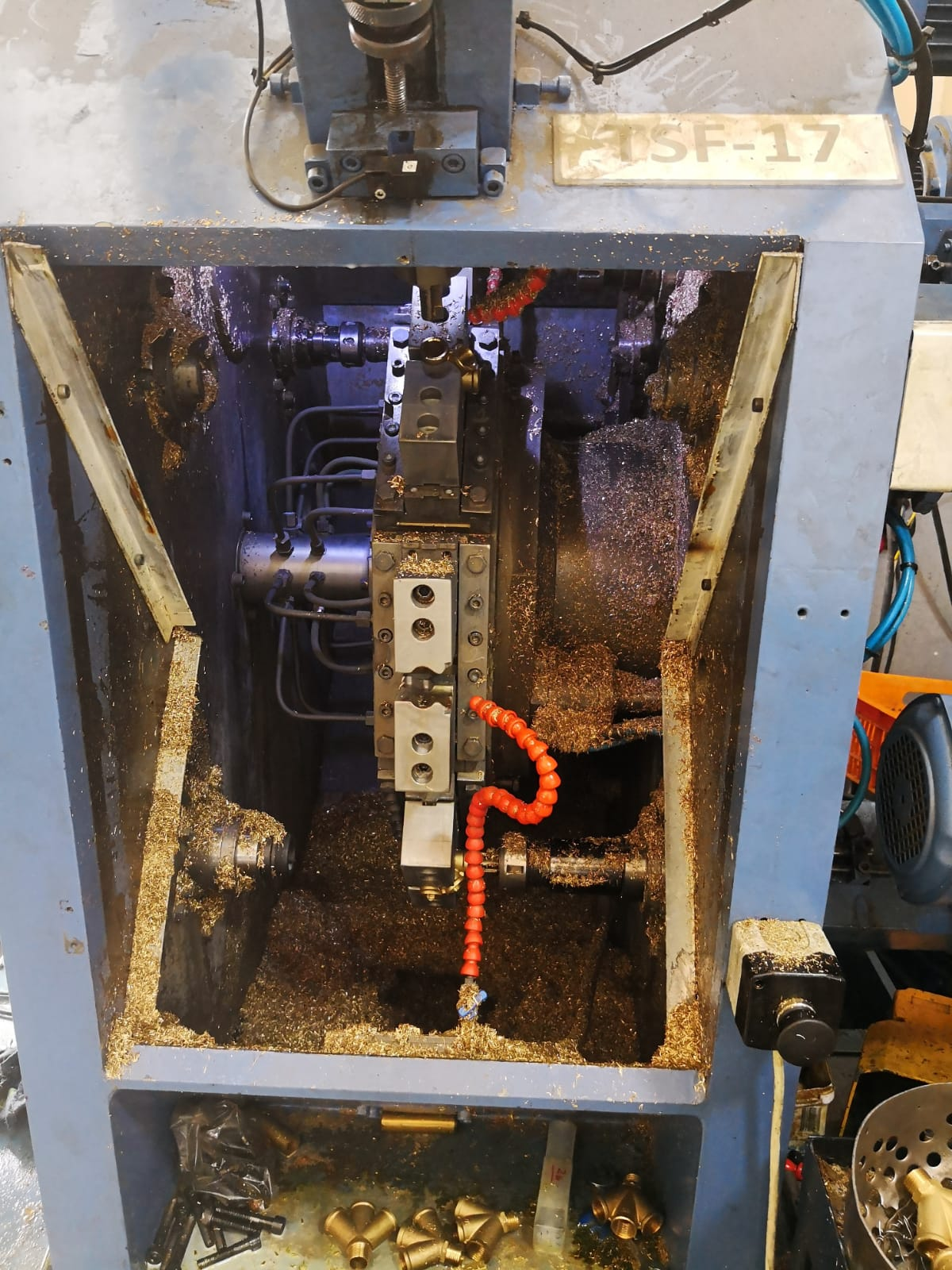
میز ایندکس ماشین ترانسفر دوار

## کاربری
ماشین آلات ترانسفر دوار به‌طور کلی برای تولیدات انبوه قطعات فلزی در صنایع خودرو، شیرآلات، ساعت و الکترونیک، تکنولوژی پزشکی و همچنین اتصالات پنوماتیک و هیدرولیک استفاده می‌شود. بسته به طرح (طرح ویژه) ماشین ابزار می‌تواند بخش‌های ساده یا پیچیده برای جزء خاص مشخصی یا بخشی از کل یک قطعه را تولید کند. پیکربندی به صورت میز دوار این امکان را به وجود می‌آورد که دستگاه ترانسفر طراحی منظمی داشته باشد تا به فضای زیادی نیاز نداشته باشد. خروجی یک ماشین ترانسفر دوار می‌تواند سالانه بین ۱۰۰ هزار تا یک میلیون واحد باشد.

## نقاط قوت
در تولیدات صنعتی، دستگاه‌های ترانسفر دوار نقش بسیار زیادتری در قیاس با دستگاه‌های CNC Center و دستگاه‌های ترانسفر معمولی دارند. ویژگی‌ها و مزایای لیست شده در زیر است که دستگاه ترانسفر دوار را به راه حلی هوشمندانه برای کاربرها و مشتریان تبدیل می‌کند:
- درجهٔ بالایی از یکپارچگی سیستمی
- استفاده بهینه از فضا
- کم هزینه بودن
- قابلیت تکرار پذیری بسیار زیاد در تک فرایند
- طراحی مخصوص برای مشتری
- امکان تولید اتوماتیک محصول به صورت کامل
- سرمایه‌گذاری مطمئن اقتصادی

## نقاط ضعف
طبیعی‌ست که حتی دستگاه‌های ترانسفر دوار هم محدودیت‌هایی دارند. به همین دلیل است که بسیاری از تولیدکنندگان در حال توسعه پیشرفت‌های تکنولوژیکی هستند تا پتانسیل ماشین آلات ترانسفر دوار را به حداکثر برسانند. تمرکز بر رفع نقصان‌های زیر است:
- محدودیت در تولید محصولات با اندازه‌های بزرگ
- الزامات و نگهداری‌های خاص بسیار و انعطاف‌پذیری کم
- زمان تحویل طولانی